# Liste der Baudenkmäler in Niederbergkirchen
Auf dieser Seite sind die Baudenkmäler in der oberbayerischen Gemeinde Niederbergkirchen zusammengestellt. Diese Tabelle ist eine Teilliste der Liste der Baudenkmäler in Bayern. Grundlage ist die Bayerische Denkmalliste, die auf Basis des Bayerischen Denkmalschutzgesetzes vom 1. Oktober 1973 erstmals erstellt wurde und seither durch das Bayerische Landesamt für Denkmalpflege geführt wird. Die folgenden Angaben ersetzen nicht die rechtsverbindliche Auskunft der Denkmalschutzbehörde.

## Ensembles

### Ensemble Ortskern Niederbergkirchen
Das Ensemble umfasst den historischen Ortskern des 788 erstmals erwähnten Kirchweilers Niederbergkirchen mit der hochgelegenen, die Ansicht beherrschenden gotischen und neugotischen Katholische Pfarrkirche.
Aktennummer: E-1-83-130-1

## Baudenkmäler nach Ortsteilen

### Niederbergkirchen
| Lage                     | Objekt                              | Beschreibung | Akten-Nr.    | Bild           |
| ------------------------ | ----------------------------------- | --- | ------------ | -------------- |
| Blasiusstraße (Standort) | Bildstock                           | Bildstock mit Putzgliederung, 19. Jahrhundert; am Weg nach Höllberg. | D-1-83-130-7 | BW             |
| Dorfplatz 1 (Standort)   | Katholische Pfarrkirche St. Blasius | gotische Saalkirche mit eingezogenem Chor, spätes 15. Jahrhundert, Erweiterung und nördliches Seitenschiff um 1885; mit Ausstattung. | D-1-83-130-3 | weitere Bilder |
| Dorfplatz 2 (Standort)   | Pfarrhof                            | stattlicher dreigeschossiger Bau mit Zeltdach und Putzgliederung, um 1685; ehemaliger Pfarrstadel, massiver zweigeschossiger Bau mit steilem Halbwalmdach, Zwerchhaus und kleinem Satteldachanbau, 1634; mit Ummauerung, wohl 17./18. Jahrhundert. | D-1-83-130-4 | Pfarrhof       |
| Dorfplatz 7 (Standort)   | Ehemaliger Vierseithof              | Wohnhaus, zweigeschossiger Flachsatteldachbau, bezeichnet mit dem Jahr 1836; ehemaliger Stall, jetzt Garage, eingeschossiger Satteldachbau mit Zierputz, wohl Mitte 19. Jahrhundert; Bundwerkstadel, im Kern Mitte 19. Jahrhundert.                | D-1-83-130-1 | BW             |
| Dorfplatz 10 (Standort)  | Ehemaliges Mesnerhaus               | Zweigeschossiger Bau mit Erdgeschossarkaden und Halbwalmdach, 18. Jahrhundert. | D-1-83-130-6 | BW             |
| Kirchweg 2 (Standort)    | Kapelle                             | Neugotisch, mit profiliertem Giebel und eingezogenem Chor, bezeichnet mit dem Jahr 1898; mit Ausstattung. | D-1-83-130-5 | BW             |

### Weitere Ortsteile
| Lage                                   | Objekt                                                     | Beschreibung | Akten-Nr.     | Bild       |
| -------------------------------------- | ---------------------------------------------------------- | --- | ------------- | ---------- |
| Birach 1 (Standort)                    | Stockhaus                                                  | Firstgedrehtes Stockhaus des ehemaligen Vierseithofes, mit verputztem Blockbau-Obergeschoss, nach außen beiderseits Bundwerkteil, Anfang 19. Jahrhundert; westlich ehemaliger Getreidekasten, massiv, 19. Jahrhundert; östlich Bundwerkstadel, mit gemauerter Giebelseite, 19. Jahrhundert, aus Hausmoning, Lkr. Traunstein, transferiert. | D-1-83-130-8  | BW         |
| Brenning, Windhölzlfeld (Standort)     | Wegkapelle                                                 | Neugotischer Satteldachbau, drittes Viertel 19. Jahrhundert; mit Ausstattung; westlich des Hofes. | D-1-83-130-9  | BW         |
| Eiselharting, Arbinger Feld (Standort) | Kapelle                                                    | Kleiner Satteldachbau mit eingezogenem Chor und vorgelagerter Treppe, bezeichnet mit dem Jahr 1901; mit Ausstattung. | D-1-83-130-11 | BW         |
| Eiselharting 9 (Standort)              | Stadel                                                     | Bundwerk-Ständerstadel, mit gemauerter Sockelzone, Mitte 19. Jahrhundert. | D-1-83-130-10 | BW         |
| Ettiching 1 (Standort)                 | Stall                                                      | Stall des ehemaligen Vierseithofs, Giebelwand mit Ziegelgittern und Heiligennische mit St. Leonhardsfigur, 19. Jahrhundert. | D-1-83-130-12 | BW         |
| Ettiching 2 (Standort)                 | Ehemaliger Einfirsthof                                     | Obergeschoss-Blockbau mit Bundwerktenne über Stallteil, wohl 17. Jahrhundert, Traufschrot bezeichnet mit dem Jahr 1885. | D-1-83-130-13 | BW         |
| Gehring 4 (Standort)                   | Wegkapelle                                                 | Neugotischer Satteldachbau mit getrepptem Giebel, zweite Hälfte 19. Jahrhundert; mit Ausstattung. | D-1-83-130-14 | Wegkapelle |
| Haidberg (Standort)                    | Kapelle                                                    | Historische barocke Ausstattung, in Kapellenneubau von 1986 übernommen. | D-1-83-130-15 | BW         |
| Kainrading, Mitterfeld (Standort)      | Wegkapelle                                                 | kleiner rechteckiger Bau mit getrepptem Giebel und Eckrustizierung, 19. Jahrhundert; an der Abzweigung nach Haidberg. | D-1-83-130-16 | Wegkapelle |
| Kleinhiebing 1 (Standort)              | Wohnstallhaus des ehemaligen Vierseithofes                 | Zweigeschossiger Satteldachbau mit Traufschrot, zweite Hälfte 19. Jahrhundert, im Kern älter; Nebengebäude, Blockbau im Kern 17. /18. Jahrhundert. | D-1-83-130-18 | BW         |
| Oberhofen 4 (Standort)                 | Ehemaliges Rekonvaleszentenheim des Klosters Raitenhaslach | Stattlicher dreigeschossiger Bau mit Halbwalmdach, errichtet auf spätmittelalterlicher Grundlage, spätere Umbauten; angebaut Hauskapelle St. Nikolaus, gotisch, im 17. Jahrhundert umgebaut; mit Ausstattung. | D-1-83-130-21 | BW         |
| Oberrohrbach (Standort)                | Wegkapelle                                                 | Stattlicher Bau mit Dreiecksgiebel, rundem Chorschluss und profiliertem Traufgesims, bezeichnet mit dem Jahr 1832; mit Ausstattung. | D-1-83-130-22 | BW         |
| Puffthal 1 (Standort)                  | Bildstock                                                  | Gemauert, 19. Jahrhundert; östlich im Tal. | D-1-83-130-23 | BW         |
| Staudach (Standort)                    | Hofkapelle                                                 | Kleiner neugotischer Satteldachbau mit eingezogenem Chor und Dachreiter, bezeichnet mit dem Jahr 1904; mit Ausstattung. | D-1-83-130-24 | BW         |
| Staudach (Standort)                    | Bildstock                                                  | Bildstock mit Putzgliederung, 19. Jahrhundert; am Weg nach Niederbergkirchen. | D-1-83-130-25 | BW         |
| Weiher 1 (Standort)                    | Ehemaliges Badhaus des Klosters Raitenhaslach              | Zweigeschossiger massiver Bau über quadratischem Grundriss, mit Pyramidendach, erbaut 1768. | D-1-83-130-26 | BW         |
| Wimberg (Standort)                     | Bildstock                                                  | 19. Jahrhundert; am Gehölzrand, am Weg zum Gehringer Bach. | D-1-83-130-27 | Bildstock  |

## Ehemalige Baudenkmäler
In diesem Abschnitt sind Objekte aufgeführt, die früher einmal in der Denkmalliste eingetragen waren, jetzt aber nicht mehr. Objekte, die in anderem Zusammenhang also z. B. als Teil eines Baudenkmals weiter eingetragen sind, sollen hier nicht aufgeführt werden. Aktennummern in diesem Abschnitt sind ehemalige, jetzt nicht mehr gültige Aktennummern.

| Lage                     | Objekt | Beschreibung                                                                            | Akten-Nr.     | Bild |
| ------------------------ | ------ | --------------------------------------------------------------------------------------- | ------------- | ---- |
| Langolding 13 (Standort) | Stadel | Querstadel des ehemaligen Dreiseithofes, mit Bundwerk, drittes Viertel 19. Jahrhundert. | D-1-83-130-20 | BW   |